# Condado de Holmes (Mississippi)
O Condado de Holmes é um dos 82 condados do estado norte-americano do Mississippi. A sua sede de condado é Lexington, e a sua maior cidade é Durant.
O condado tem uma área de 1979 km² (dos quais 21 km² estão cobertos por água), uma população de 21 609 habitantes, e uma densidade populacional de 11 hab/km² (segundo o censo nacional de 2000). O condado foi fundado em 1826 e recebeu o seu nome em homenagem ao senador David Holmes (1769-1832), o primeiro Governador do Mississippi.